# Вечерници (семейство)
Вечерниците (Sphingidae) са семейство насекоми от разред Пеперуди (Lepidoptera).
Таксонът е описан за пръв път от Пиер-Андре Латрей през 1802 година.

## Подсемейства
- Macroglossinae
- Smerinthinae
- Sphinginae – Сфинксови